# Diplomacia do pingue-pongue
Diplomacia do pingue-pongue (em chinês: 乒乓外交; hanyu pinyin: Pīngpāng wàijiāo) foi como ficou conhecida uma série de eventos entre os Estados Unidos (EUA) e a República Popular da China no início dos anos 1970 que resultou na primeira visita de uma delegação estadunidense a China desde 1949. O evento que abriu a porta para uma relação que estava interrompida há 22 anos entre os dois países foi o Campeonato Mundial de Tênis de Mesa de 1971 em Nagoya, Japão, como resultado de um encontro entre os jogadores Glenn Cowan (dos EUA) e Zhuang Zedong (da China). O intercâmbio e a sua promoção ajudaram a humanizar as pessoas de cada país após um período de isolamento e desconfiança. Abriu caminho à visita do presidente Richard Nixon a Pequim em 1972 e é considerado um ponto de viragem nas relações entre os Estados Unidos e a República Popular da China.

## Legado histórico
- Em 1988, o tênis de mesa tornou-se um esporte olímpico.
- O evento foi referenciado no filme Forrest Gump, de 1994. Depois de sofrer ferimentos em batalha, Forrest desenvolve aptidão para o esporte e se junta à equipe do Exército dos EUA – eventualmente competindo contra equipes chinesas em uma viagem de boa vontade.
- Durante a semana de 9 de junho de 2011, a “diplomacia do ping-pong” foi comemorada em um evento de três dias realizado na Biblioteca Richard Nixon, na cidade californiana de Yorba Linda, cidade onde nasceu este falecido ex-presidente americano. Membros originais das equipes de pingue-pongue chinesa e americana de 1971 estiveram presentes e competiram novamente.